# Великоселецкое (Оржицкий район)
Великоселецкое (укр. Великоселецьке) — село Селецкого сельсовета Оржицкого района Полтавской области Украины.
Население по переписи 2001 года составляло 703 человека. Население по данным на 2024 год составляло 480 человек.

## Географическое положение
Село Великоселецкое находится на правом берегу реки Сула, выше по течению примыкает село Малоселецкое, ниже по течению на расстоянии в 5 км расположено село Плехов, на противоположном берегу — село Матвеевка (Семеновский район). Река в этом месте извилистая, образует лиманы, старицы и заболоченные озёра. Рядом проходит автомобильная дорога Т-1709.

## История
Николаевская церковь этого села известна с 1734 года.
Село указано на подробной карте Российской Империи и близлежащих заграничных владений 1816 года.

## Экономика
- Молочно-товарная и птице-товарная фермы.
- ООО «Селецкая».

## Объекты социальной сферы
- Школа І—ІІІ ст.
- Клуб.

## Достопримечательности
- Братская могила советских воинов.